# A13-as autópálya (Románia)
Az A13-as autópálya (románul: Autostrada A13) egy tervezett romániai autópálya Nagyszeben és Bákó között.
Az autópálya a Nagyszeben−Fogaras−Brassó−Bákó nyomvonalon vezet majd, tervezett hossza kb. 300 km.

## Története

### Nagyszeben–Fogaras
A 68 km hosszú Nagyszeben–Fogaras szakasz négy részletben épül meg. Mind a négy szakasz tervezését és kivitelezését a török Makyol Insaat Sanayi Turizm VE Ticaret AS társaság nyerte el: a munkakezdéstől számítva a tervezés határideje minden szakasz esetében 12, a kivitelezésé további 36 hónap.
Az első, Bojca−Felek (Avrig) / Mirsa (Mârșa) szakasz 14,3 km hosszú. A tervezési és kivitelezési szerződés aláírása 2023 októberében folyamatban volt. A tervezési fázis elindítására 2024. február 26-i kezdéssel kiadták az elrendelést.
A második, Felek/Mirsa−Alsóárpás (Arpașu de Jos) szakasz 19,9 km-es. A tervezésre és kivitelezésre 2023. október végén kiválasztották a vállalkozót, de az 1,54 milliárd lej értékű szerződés aláírására csak az óvási határidő lejártát követően kerülhetett sor. A tervezési fázis elindítására 2024. február 26-i kezdéssel kiadták az elrendelést. 2025 májusában az építési engedélyt is megkapta a szakasz, innentől 36 hónap áll rendelkezésre a kivitelezésre.
A harmadik, Alsóárpás−Felsőszombatfalva (Sâmbăta de Sus) szakasz hossza 17,6 km. A tervezésre és kivitelezésre vonatkozó szerződést 2023 augusztusában írták alá, 1,77 milliárd lej értékben. A tervezési fázis elindítására 2023. október 16-i kezdéssel kiadták az elrendelést.
A negyedik, Felsőszombatfalva−Fogaras (Făgăraș) szakasz 16,3 km hosszú. A tervezésre és kivitelezésre 1,19 milliárd lejes ajánlat alapján a kivitelezési szerződést szeptember 20-án írták alá. A tervezési fázis elindítására 2024. január 15-i kezdéssel kiadták az elrendelést.

### Brassó–Bákó
A Brassó és Bákó közötti, a Háromszéket is átszelő 164 km-es szakasz megvalósíthatósági tanulmányának és műszaki tervei elkészítésére először 2020-ban kötöttek szerződést, de ezt 2022 őszén a tervező kérésére felbontották. A kovászna megyei szakasz e szerint a terv szerint 76 km hosszú lenne, mely az Illyefalva községhez tartozó Aldobolynál kezdődne, és és Berecknél végződne. A nyomvonalat 2022 januárjában véglegesítették. A tervezett nyomvonal 2022-ben felháborodást váltott ki Illyefalva és Aldoboly lakosságából, mert úgy látták, túl közel haladna el lakóházakhoz és elvágná őket termőföldjeik egy részétől is.
A 2022 novemberében kiírt közbeszerzés ajánlatok hiányában eredménytelen lett. Harmadik nekifutásra 2023 márciusában írták kia pályázatot, melyre májusban három ajánlat érkezett. Ezek kiértékelését a CNAIR októberig tervezte, de az augusztusban lebonyolított műszaki értékelést követően ez elakadt a pénzügyi kiértékelés szakaszában, és az eredményhirdetés határidejét három alkalommal, legutóbb 2024 márciusára meghosszabbították, ami öt hónapos csúszást jelent. A megvalósíthatósági tanulmány kidolgozására 24 hónap állna rendelkezésre, majd tovább 36 hónap geotechnikai felügyeletet és 60 hónap kivitelezés fázisában történő technikai segítségnyújtást is várnak a tervezőtől.

## Díjfizetés
Az A13-as autópálya használata teljes hosszában díjköteles lesz. Az egységes matrica megvásárlása kötelező, amely érvényes a nemzeti utakra és az autópályákra egyaránt.